# Українці В'єтнаму
Українці В'єтнаму — особи з українським громадянством або національністю, які перебувають на території Соціалістичної Республіки В'єтнам. Задля збереження рідної мови та культури створено громадські організації, що співпрацюють з Посольством України у В'єтнамі.

## Історія
Про перших українців у В'єтнамі практично нічого невідомо. Висловлюються думки, що це могли бути мандрівники до Першої Світової війни або між двома світовими війнами. проте достеменних відомостей про них немає. Перші українці з'явилися у В'єтнамі у 1950-х роках. Це були колишні радянські військовополонені, що втекли з німецьких таборів у Франції, де брали участь у Русі Опору. Після закінчення Другої Світової війни у 1945 році, щоб не бути виданими записалися до Іноземного легіону. В його складі частка українців брала участь у придушення повстання в'єтнамців за свою незалежність. Після підписання женевських угод 1954 році українці з Іноземним легіоном залишили В'єтнам.
З початком так званої В'єтнамської війни у 1960—1970-х роках певний відсоток радянських радників і фахівців, що працювали в країни були українцями. З об'єднанням В'єтнаму у 1975 року почали встановлюватися культурні зв'язки з Радянським Союзом. В рамках їх надавався невеличкий відсоток путівок, який користувалися партійні та профспілкові працівники СРСР, зокрема й українці.
Фактична міграція українців до В'єтнаму почалася у 1990-х роках, коли до України прибували в'єтнамські торговці, а українці рушали до В'єтнаму на закупівлю дешевих товарів. Згодом частина з них залишилася в країні. Новий процес переїзду відносить до початку 2000-х років, коли до В'єтнаму переїздили вже освічені та професійні фахівці, де створювали власний бізнес, але більшість наймалося на роботу.
Станом на 2016 рік близько 2000 українців проживають у В'єтнамі, з них 140 перебувають на консульському обліку в Посольстві України. Більшість українців проживає в курортних містах, як-от Муйне, Нячанг, Дананг, а також у Ханої та Хошиміні. Працюють переважно в галузях освіти, туризму, комп'ютерних технологій, на телебаченні, в сфері торгівлі. Значна частина з них працює за контрактом до 3—4 років. Певний відсоток становлять туристи з України.

## Громадські організації
Організацій громада не має, також відсутній культурний центр. Проте українці тримаються разом, гуртуються навколо Посольства і консульств України у В'єтнамі. Спільно святкуються державні, національні свята переважно в Ханої, де міститься Посольство. В Хошиміні та інших містах активне життя української громади ледь жевріє.
Спілкування відбувається через мережу інтернет, зокрема FACEBOOK, де створено Громадське об'єднання «Українці В'єтнаму». Останнє надає допомогу порадами українцям з побутових та інших справ, інформує про події української громади в цій країні, життя діаспори в інших державах, у самій Україні.